# Loose: International Tour Edition
Loose: International Tour Edition är en 2 disk-utgåva av skivan Loose av Nelly Furtado med tidigare outgivna låtar samt live-versioner.

## Låtlista

### CD 1
1. Afraid Feat. Attitude
2. Maneater
3. Promiscuous
4. Glow
5. Showtime
6. No Hay Igual
7. Te Busque Feat. Juanes
8. Say It Right
9. Do It
10. In Gods Hands
11. Wait For You
12. Somebody To Love
13. All Good Things (Come To An End)

### CD 2
1. Let My Hair Down
2. Undercover
3. Runaway
4. Te Busque (Spanish Version) Feat. Juanes
5. No Hay Igual Feat. Calle 13
6. All Good Things (Come To An End) Feat. Rea Garvey
7. Crazy (Live From Radio 1 Lounge Session)
8. Maneater (Live From Sprint Music Serias)
9. Promiscuous (Live @ The Orange Lounge, Featuring Saukrates)